# Televisión Regional de Chile
Televisión Regional de Chile (TVR) es un canal de televisión abierta chileno que emitía en la frecuencia 22 de la banda UHF de Santiago operado por CNC Medios. Esta frecuencia UHF hizo historia al ser la primera en haber sido concesionada a privados por parte del Estado, siendo conocida anteriormente como Gran Santiago Televisión, Andrés Bello Televisión (ABT), Televisión Óptima (TVO) (no confundir con TVO San Vicente, +Más Canal 22, Más Visión, 3TV o Canal 22.
TVR emite a través de la televisión digital terrestre en la señal 14.1 de Santiago, Temuco, Curicó, Concepción, y la señal 14.2 de Antofagasta, donde comparte el multiplex asignado a Antofagasta TV.

## Historia

### Gran Santiago Televisión (1995-2000)
En 1995, Enrique "Cote" Evans, Gonzalo Chamorro y José Artemio Espinosa recibieron la primera concesión del país para operar una estación en la banda UHF. En ese momento, la productora Canal Uno Televisión producía para UCV Televisión los programas La Bolsa de Comercio a sus Órdenes, conducido por Evans y Chamorro, además de Tertulia, y el magacín Picoteo.
El nuevo canal inició sus transmisiones el 9 de octubre de ese año bajo el nombre de Gran Santiago Televisión. Los estudios ubicados en calle Praga 555, en el límite de la comuna de Providencia con Ñuñoa, inicialmente albergaban también a su planta transmisora y antena, la que no poseía potencia suficiente para cubrir a la Región Metropolitana completa; esto provocó que fuera difícil recibir su señal de forma apropiada en los hogares capitalinos, además de no estar disponible inicialmente para los abonados de los sistemas de televisión por cable de la época, TV Cable Intercom y Metrópolis. 
A pesar de trasladar sus equipos de transmisión al Cerro San Cristóbal, mejorando la recepción libre de la señal, el estar instalado en una frecuencia poco familiar hizo que, para la mayoría de su potencial público la programación de Gran Santiago Televisión pasara prácticamente desapercibida.

### Andrés Bello Televisión (2000-2005)
En agosto de 2000, el canal pasó a ser propiedad de la Universidad Nacional Andrés Bello, quien lanzó ABT (Andrés Bello Televisión) la noche del 1 de octubre de ese año tras desembolsar US$1 millón de la época por la señal. Algunos programas de Gran Santiago Televisión continuaron emitiéndose en ABT; sin embargo, fueron desapareciendo gradualmente de pantalla para dar paso a una programación cultural y de vocación universitaria, incluyendo programación del Canal Vasco, espacios de cine clásico (Pantalla Sonámbula) y la llegada de infomerciales durante algunas horas. También destacó en lo deportivo como el primer canal de televisión abierta en tener en exclusiva los goles del fútbol chileno gracias a un acuerdo con el Canal del Fútbol y UCV Televisión en julio de 2003, siendo emitidos en el programa Fútbol Total conducido por Sebastián Domínguez y Héctor Vega Onesime.
El mayor acento de la gestión de la UNAB no estuvo centrada en la programación, sino en dotar al canal de una infraestructura adecuada: en 2001 se inauguró un centro de televisión que incluyó un estudio de 400 m² en avenida Raúl Labbé, Lo Barnechea, infraestructura de producción, edición y transmisión completamente digital, y un móvil para realizaciones en terreno.
Hacia 2005 el canal ostentaba al menos cinco administraciones distintas, entre ellas las de Juan Pablo O’Ryan Guerrero, exvicepresidente Ejecutivo de Canal 11 y ex Decano de la carrera de Periodismo de la UNAB, y la de Vivian Maira, quien asumió la dirección ejecutiva de ABT, su gerencia general y la dirección de comunicaciones del Instituto Profesional AIEP.

### Televisión Óptima (2005-2006)
Tras la salida de la UNAB, y bajo el alero de Óptima Producciones -propiedad del empresario Bernardo Carrasco-, nace en mayo de 2005 TVO (Televisión Óptima). Sus transmisiones se iniciaron en la noche del lunes 9 de mayo con la transmisión del concurso Miss Chile para Miss Universo, presentada por el locutor Christian Gordon y la ex Miss Chile 2004 Gabriela Barros. 
Su parrilla programática estuvo compuesta mayoritariamente por programas como Bonvallet con todo con Eduardo Bonvallet, Te escucho con Patty Silva, Noticias a la una con los periodistas Jorge Díaz, Verónica Díaz y Rodolfo Baier, Noticias al día con Margarita Hantke; La Pluma y Pamela Chile, con Pamela Jiles, quien sería despedida tras su aparición en la franja electoral de las elecciones presidenciales de 2005 apoyando a Tomás Hirsch, candidato del pacto Juntos Podemos Más; y Con Licencia, presentado por la médico psiquiatra María Luisa Cordero y Ricardo Calderón, entre otros.
Tanto Bonvallet con todo, Con Licencia y Golf Tour (con Checho Hirane y Juan Eduardo Labbé, originalmente emitido en ABT) fueron a menudo fuente de burlas para programas como CQC y la versión local de Duro de domar.

### +Más Canal 22 (2006-2011)
En 2006, y a través de una promesa de compraventa firmada el 25 de octubre, el Pabellón de la Construcción selló la compra de TVO a Bernardo Carrasco en una transacción avaluada en US$4 millones, divididos en 2,5 millones de dólares por la propiedad y 1,5 millones de inversión en equipos y lanzamiento. Según el gerente comercial de la nueva propietaria de la señal, Eduardo Risso, esta sufriría una renovación total de su parrilla programática, orientándose a contenidos enfocados al hogar, la familia y el entorno mayoritariamente en vivo, ocho horas al día. 
La nueva administración nombró como director ejecutivo de la estación al fallecido periodista, actor y comediante Eduardo Ravani Vergara, mientras que la gerencia general fue ocupada por el periodista Jorge Díaz Saenger. 
El canal enfrentó despidos masivos por notorias faltas de presupuesto, los que fueron denunciados en su momento por La Nación; además, Ravani fue acusado de maltrato laboral. El 31 de enero de 2008, el canal fue retirado del cableoperador VTR para reemplazarlo por un canal evangélico llamado Espiritual Televisión (actual Televisión Nacional Evangélica, TNE); la administración amenazó con una querella por daños contra la cableoperadora, la que retransmitía la señal 22 a sus abonados desde los últimos años de Gran Santiago Televisión.

### Más Visión (2011-2016)
En julio de 2010, +Más Canal 22 pasa a manos de Copesa, propiedad de Álvaro Saieh, editora de La Tercera, La Cuarta, El Diario de Concepción y las revistas Paula y Qué Pasa, además de las emisoras agrupadas en Grupo Dial. La transacción fue avaluada en US$2,5 millones.
Durante junio de 2011, la estación estrena nuevo nombre e imagen corporativa: Más Visión, manteniendo la parrilla programática heredada de TVO. Desde el 24 de octubre de 2011 pasó a emitirse en los canales 57 de Viña del Mar, 35 de Concepción y 21 de Temuco, tras hacerse de las frecuencias de la extinta cadena televisiva regional Artevisión.
En agosto de 2013, la estación no tenía programación propia, y su parrilla no contaba con horarios regulares. Algunos de los espacios emitidos durante época fueron Chile Crece, Vida & Salud, el programa turístico español Euskal Herria: La Mirada Mágica, espacios dedicados al jazz, videos musicales e infomerciales.

### 3TV (2013)
En 2013, Copesa hizo pública su intención de lanzar 3TV, un proyecto de cobertura nacional que pretendía ofrecer una oferta programática distinta para competir con el ecosistema existente de televisión abierta. Se esperaba que la nueva señal iniciara sus transmisiones en el mes de abril, tras lo que su lanzamiento fue postergado consecutivamente en tres ocasiones: julio, mediados de agosto y finalmente septiembre, aduciendo retrasos con las concesiones de las antenas repetidoras de la señal ante la Subtel. 
El 23 de septiembre de 2013, Copesa anunció que 3TV era cancelado definitivamente debido a problemas de liquidez del Grupo Saieh; el canal nunca debutó públicamente, y la totalidad de los trabajadores del canal fueron despedidos esa misma jornada.

### Canal 22 (2016-2018)
El 11 de agosto de 2016, Copesa enajena las frecuencias 22 de Santiago, 35 de Concepción y 21 de Temuco a CNC Medios.
En marzo de 2017, el canal fue renombrado como Canal 22 (C22), con una nueva propuesta que incluía en su totalidad vídeos musicales y programas en vivo relacionados con la música, como Tu Conexión (TCNX), conducido por Matías Godoy y la colombiana Zuleidy Aguilar, exparticipante del reality Manos al fuego de Chilevisión, e Iván Valdebenito como voz en off. El público podía interactuar a través de la aplicación, el sitio web y las redes sociales del canal. Además, durante los videoclips, se mostraba información de la actualidad noticiosa proporcionada por LitoralPress. Tu Conexión fue el programa ancla para dar a conocer las transmisiones de este nuevo canal.
A las 21:30 se transmitía el noticiero de la Arcatel (Asociación de Canales Regionales de Televisión Abierta), Portavoz Noticias, con la periodista Scarleth Cárdenas. Emitía por televisión digital terrestre en la canal virtual 8.1.

### Televisión Regional de Chile (febrero 2018-presente)
El 1 de febrero de 2018, Canal 22 fue renombrado como Televisión Regional de Chile (TVR) y comenzó a emitir de manera definitiva por el canal virtual 14.1 de la TDT del Gran Santiago, y en mayo de 2018, por el subcanal virtual 14.2 (canal 32 UHF) de la TDT de Antofagasta (dentro del mux digital de Antofagasta TV).
En septiembre de 2019 se estrena el programa musical La Previa, con la conducción de Nacho Díaz e Iván Valdebenito. En agosto, el canal estrena Tu Conexión Matinal, donde se abordan temas de actualidad, contingencia, emprendimiento, tendencias y humor. Uno de los hitos de Tu Conexión fue estar presente en la Matinatón 2021 -magacín emitido en cadena el mismo día en que se transmite la Teletón-, junto a los demás canales asociados a Anatel.
En septiembre de 2021, el canal fue agregado a la parrilla del cableoperador Movistar, a través de su servicio IPTV, y el 26 de agosto de 2022, a la parrilla de Mundo, a través del canal 523.

## Programación
Actualmente se emiten los programas Tu Conexión Matinal, Forever TV, Buenos Días Buenas Tardes, Pulso Animal, Generación Like, Manada Gotika, La Once en el 14, Cultura TVR, PortaVoz Noticias, La Previa y Hoy y Siempre.

## Eslóganes
- 2000-2002: ABT, ver para crear
- 2005-2006: TVO, rompe con todo
- 2006-2011: +Más Canal 22, tu canal
- 2006-2011: +Más Canal 22, la televisión que usted desea
- 2006-2008: +Más Canal 22, en la frecuencia 99 del cable
- 2006-2011: +Más Canal 22, siempre más
- 2011-2013: Más entretenida, más tuya, más nuestra
- 2013-2017: Tu lo vives en Más Visión
- 2017-2018: Descúbrelo
- 2022-actualidad: Te Conecta con todo

## Locutores y animadores
- Juan Francisco Ortún (2002-2005)
- Ricardo Calderón (2005-2006)
- Jaime Alfredo Núñez (2005-2006)
- Gloria Loyola (2006-2011)
- Salvador Lavandero (2006-2011)
- Jorge Castro de la Barra (2009-presente)
- Jorge Santiesteban (2016)
- Iván Valdebenito (2017-presente)
- Nacho Díaz (2019-presente)
- Ricardo Olivares (2018)
- Francisco Varela (2021-2022)
- Carolina Martínez (2021-2023)
- Karim Buhadla (2021-presente)
- Giancarlo Santángelo (2022-presente)
- Hernán "Nanito" Aravena (2022-2023)
- Catalina Ramos (2023-2024)
- Alejandra Quiroga (2023-2024)
- Daniel Valenzuela (2025-presente)
- Rodrigo Herrera (2025-presente)

## Logotipos
- Estaba compuesto de las letras «GRAN SANTIAGO» sobre un rectángulo color sepia que decía t e l e v i s i o n (1995-2000).
- ABT Televisión tuvo dos logotipos. El primero era una elipse naranja con las siglas abt en azul y una elipse amarilla en la letra b azul (2000-2003) y por un tiempo, estuvieron letras más pequeñas con el eslogan ver para crear (2000-2001). El segundo logo era un ojo 3D inclinado hacia la izquierda. Al lado, estaban las siglas «ABT» en letras estilizadas (2003-2005).
- El logo de TVO se componía de una letra V de color rojo, que sostenía dos cuadrados con las letras T y O de color blanco que asemejan ser de aluminio (2005-2006).
- +Más Canal 22 (2006-2011): Una cruz inclinada a la derecha de color azul. Al lado, la palabra «más» de color rojo. Abajo, estaba ubicado un rectángulo azul con el texto «CANAL 22» en letras blancas.
- Más Visión (2011-2017): Varias cruces blancas sobre un fondo azul, con las letras minúsculas el texto «más visión», «más» está arriba y es de mayor tamaño.
- Canal 22 (2017-2018): «C22», con la letra C en rojo y el número 22 en blanco sobre un fondo negro.
- Televisión Regional de Chile (2018-2025): Consiste en las siglas «TVR» en multicolor.
- TVR (2025-presente): Las siglas «TVR» se fusionan en una sola tipografía, y se mantiene el multicolor pero este se difumina un poco.